# Texcotzingo

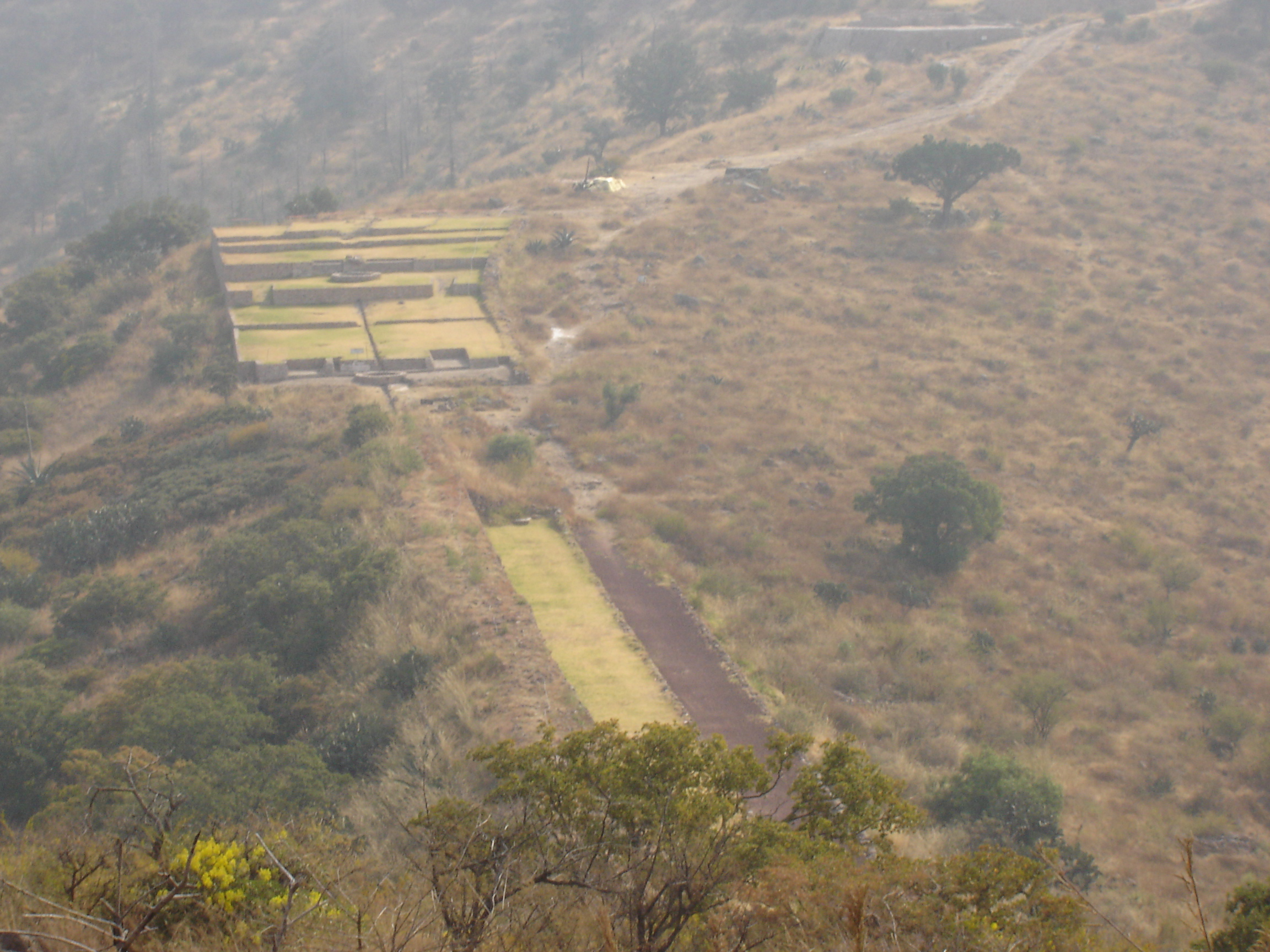
Panorama dal secondo livello

Texcotzingo o Tetzcotzingo, situato circa 32 chilometri ad est-nord-est di Città del Messico, è uno dei primi giardini botanici del mondo, assieme ai giardini di Montezuma a Oaxtepec.

## Descrizione
Texcotzingo si trova nei pressi della città capitale di Texcoco, e veniva usata come giardini imperiali estivi. Conteneva al suo interno tutte le comodità reali del tempo, comprese residenze imperiali e per la corte oltre a fantastici giochi d'acqua. Tetzcotzingo potrebbe anche essere vista come luogo sacro/edonistico, spazio agricolo, simbolo politico, dimostrazione di forza e earthworks.
Creati/progettati da Nezahualcoyotl nel XV secolo, questi giardini imperiali furono usati per raccogliere ed esibire specie animali e vegetali provenienti dall'intero impero azteco, oltre che per la coltivazione di medicinali. Era stato concepito come luogo per la gratificazione dei sensi da una parte, e come ricreazione del paradiso dall'altra. Dedicato al dio della pioggia Tlaloc (Colui che fa crescere le piante), Texcotzingo fu progettato per incorporare i miti aztechi tramite sculture raffiguranti le divinità e l'osservazione del numero sacro (ovvero il 52). I nuovi progetti di idraulica ed i giardini a terrazze trasformarono un territorio incoltivabile in un lussureggiante giardino contenente i tre onnipresenti raccolti delle Americhe: mais, fagioli e squash. I canali d'acqua collegavano anche le piscine piene di significato storico e mitologico grazie a sculture monolitiche e simbologia, riaffermando la connessione tra Aztechi e cosmografia mitica. Un chiaro esempio è il bagno/piscina contornato da tre rane che rappresentano le città-stato di Tenochitlan, Texcoco e Tlacopan; città che formarono il centro dell'impero azteco per un secolo. Anche le manifestazioni estetiche di pratiche culturali, vitali per la cultura azteca, occupano un ruolo importante a Texcotzingo, con spazi dedicati a poesia, canto, danze ed orazioni.